# Franz Rosenberg
Franz Rosenberg (* 1. August 1911 in Ratkowic bei Agram; † 9. Juli 1994 in Bremen) war ein deutscher Architekt, Stadtplaner und Bremer Senatsbaudirektor und Senatsdirektor. 

## Biografie
Rosenberg war der Sohn eines Chemikers. Er absolvierte das Gymnasium in Glückstadt und studierte von 1931 bis 1933 Architektur an der Technischen Hochschule München. Er war danach 1934 Büropraktikant bei Wilhelm Hallbauer in Hamburg. Ein Jahr diente er dann bei der Reichswehr in Rendsburg. Er führte sein Studium an der Technischen Hochschule Berlin bei Heinrich Tessenow fort und bestand 1937 die Diplom-Hauptprüfung, er promovierte anschließend zum Dr.-Ing. Als Werkstudent war er bei Walter Löffler und Julius Schulte-Frohlinde tätig. Von 1938 bis 1945 war er als Architekt bei der Städtebauabteilung der Wohnungsarbeitsgemeinschaft der Reichswerke Hermann Göring in Salzgitter beschäftigt. Von 1939 bis 1941 nahm er als Soldat am Zweiten Weltkrieg teil und wurde 1941 verwundet. Er arbeitete dann im Büro von Herbert Rimpl am Entwurf des Südbahnhofs in Berlin mit und 1944/1945 an der Wiederaufbauplanung von Wuppertal. Nach dem Zweiten Weltkrieg war er von 1945 bis 1949 beim Stadtplanungsamt von Braunschweig tätig.

### Stadtplaner in Bremen
1949 siedelte Rosenberg nach Bremen um und war auf Empfehlung des Bremischen Stadt- und Landesplaners Wilhelm Wortmann und von Heinrich Bartmann als Stadtplaner im Referat Wiederaufbau beim Senator für das Bauwesen tätig. 1955 wurde er als Oberbaudirektor technischer Leiter der Senats-Bauverwaltung. 1964 erfolgte seine Berufung zum Senatsbaudirektor und dann  zum Senatsdirektor und Stellvertreter von Senator Wilhelm Blase. 1970, als Hans Stefan Seifriz Bausenator war, wurde er pensioniert. Danach war er bis 1975 als Vorsitzender des Städtbauausschusses ehrenamtlich für die Architektenkammer Bremen tätig. Er war Mitglied der Deutschen Akademie für Städtebau und Landesplanung (DASL) und Vorsitzender der Aufbaugemeinschaft Bremen.
Beim Wiederaufbau von Bremen in der Nachkriegszeit hatte Rosenberg großen Einfluss: Er setzte sich dafür ein, dass die Straßenbahn in der Altstadt vom Domshof in die Violenstraße verlegt werden sollte. Er konzipierte die ersten Planungen für eine Fußgängerzone als „Achse der Freude“ zwischen dem Bürgerpark und dem Teerhof. Er schlug bereits in den 1960er Jahren eine nach Art der Ponte Vecchio mit Läden bestückte Brücke auf Höhe der Martinikirche vor. Nachdrücklich lehnte er eine Verbreiterung der Straße Am Wall ab. In seiner Zeit wurde aber auch die von ihm nachträglich kritisierte Hochstraße Breitenweg / Rembertiring realisiert. Er war ein Verfechter der nicht realisierten Mozarttrasse, als Stadtautostraße durch das Viertel und die Neustadt zur Verkehrsentlastung der bremischen Innenstadt. Mit dieser Trasse wurde in Bremen ab Ende der 1960er Jahre eine heftige Debatte ausgelöst, die 1973/1974 zu einer Ablehnung der Trassenplanung führte.